# Karl Heinrich Mertens

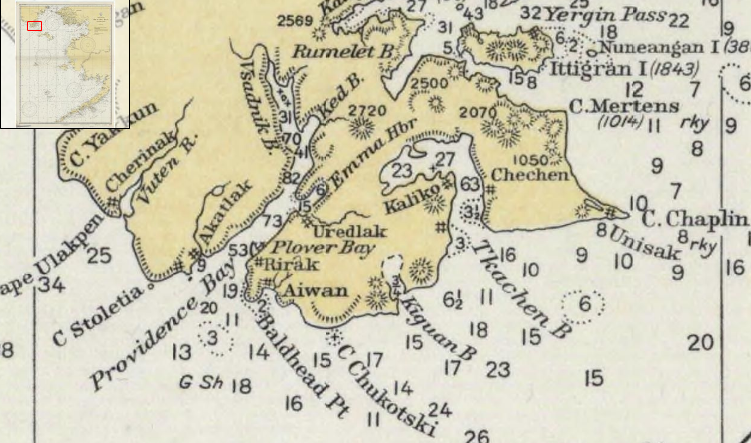
Carte du cap Mertens, à droite

Karl (ou Carl) Heinrich Mertens, né le 17 mai 1796 à Brême et mort le 18 septembre 1830 à Kronstadt, est un naturaliste et botaniste brêmois, fils du botaniste brêmois Franz Carl Mertens (1764-1831), spécialiste des algues. Karl Heinrich Mertens, quant à lui, fut le collecteur de milliers de spécimens au cours de deux expéditions pour le compte de l'Académie impériale des sciences de Saint-Pétersbourg.

## Biographie
Karl Heinrich Mertens étudie la botanique, puis s'engage comme volontaire dans la Guerre de Libération (1813-1815) contre les armées napoléoniennes et fait la connaissance en France occupée de botanistes français. Il passe ensuite quelque temps en Angleterre à l'invitation de Dawson Turner, ami de son père, puis rentre en Allemagne étudier la médecine à l'université de Göttingen et à l'université de Halle. Il exerce la médecine à Brême à partir de 1821.
Il est appelé à Saint-Pétersbourg en 1824 pour prendre part à l'expédition d'Otto von Kotzebue, mais les conditions ne lui conviennent pas et il reste à terre dans la capitale impériale pour exercer en tant que médecin.

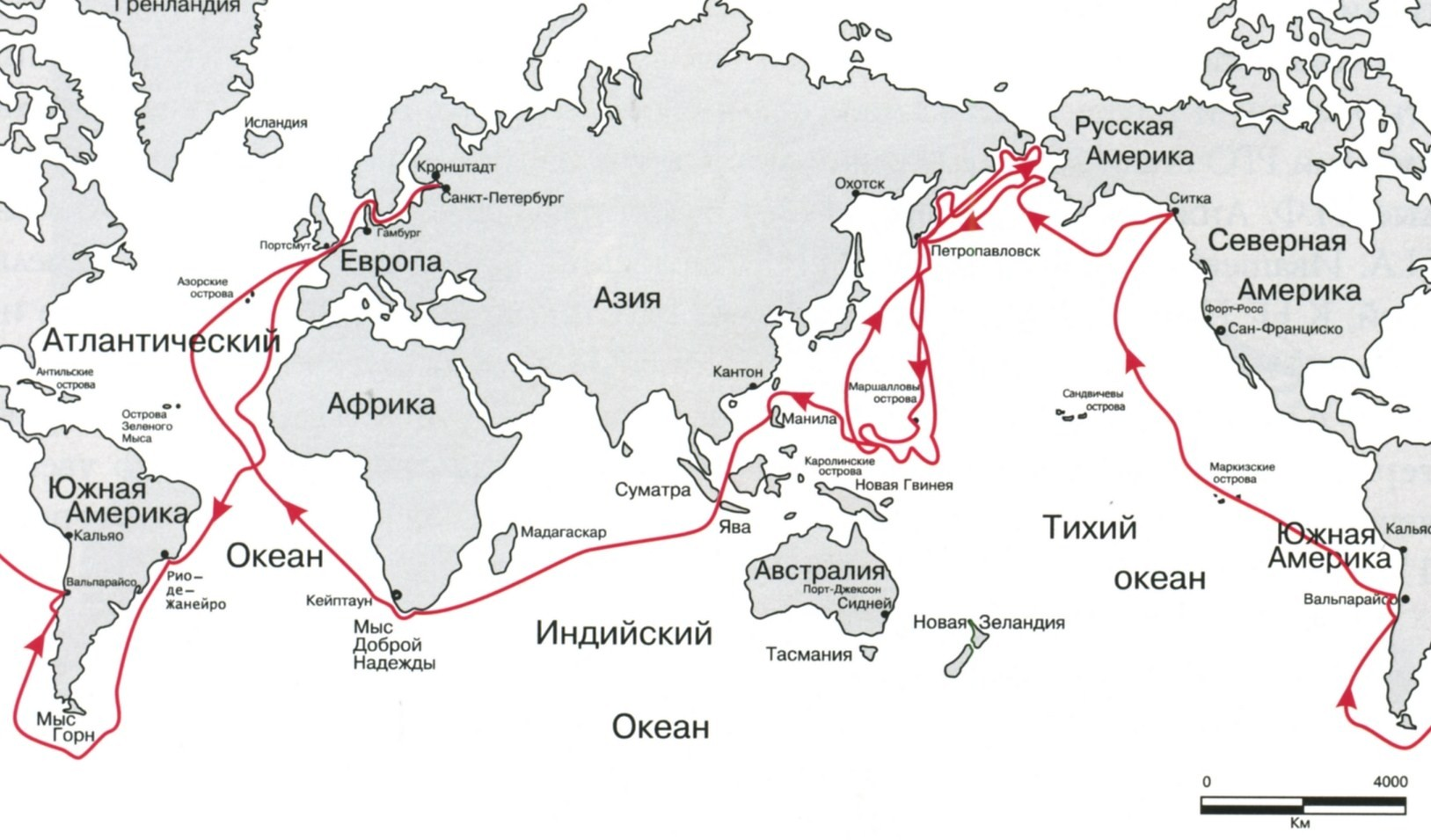
Périple du Séniavine autour du monde

Karl Heinrich Mertens embarque à bord du navire russe, le Seniavine, commandé par capitaine von Lütke pour faire le tour du monde (1826-1829) et explorer les côtes du Pacifique Nord. L'expédition part de Kronstadt le 16 août 1826, traverse la Manche et l'océan Atlantique, passe par le cap Horn le 27 février 1827, remonte par les côtes du Chili et remonte jusqu'à l'actuel Alaska (alors possession de l'Empire russe), puis atteint le Kamtchatka et Petropavlovsk à la mi-septembre. L'expédition explore ensuite les îles Carolines et les actuelles îles Bonin et retourne au Kamtchatka en mai. Pendant l'été, le Séniavine explore la baie d'Avatcha et le détroit de Béring, remontant jusqu'à l'Anadyr. Ensuite l'expédition redescend jusqu'à Manille et le cap de Bonne-Espérance pour rentrer en Europe. Elle arrive à Kronstadt le 16 septembre 1829.
Cette expédition fut l'une des plus fructueuses de la première moitié du XIXe siècle, puisque ses naturalistes, le minéralogiste Alexandre Postels, l'ornithologiste, le baron von Kittlitz, et le botaniste Mertens en rapportent à Saint-Pétersbourg plus d'un millier d'espèces animales, 2 500 espèces de plantes et de nombreuses algues et roches. Mertens est nommé membre de l'Académie impériale des sciences.
Peu après son retour en Russie, Lütke part pour une autre expédition à l'été 1830, cette fois-ci en Islande, Mertens étant le chef de l'équipe scientifique, mais l'équipage ne peut débarquer à terre. Mertens contracte le typhus à bord. Il meurt à son retour en arrivant au port de Kronstadt, à l'âge de trente-quatre ans.

## Hommages

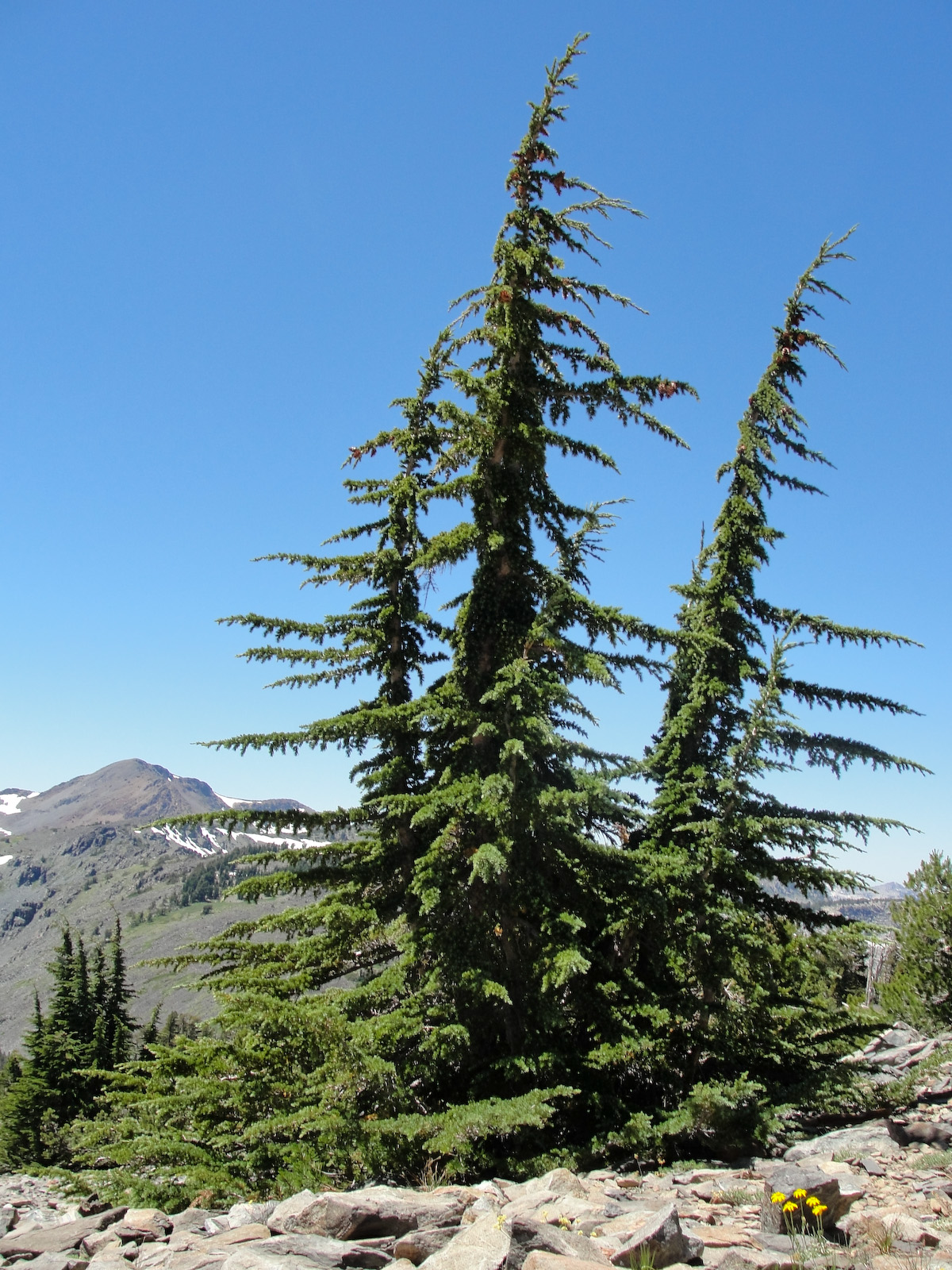
Tsuga mertensiana, espèce que Mertens découvrit près de Sitka

- Le cap Mertens (64°32’N, 172°25’O) a été baptisé de son nom. Il se trouve à l'est de la péninsule de Tchoukot à la sortie des détroits Séniavine.
- Le genre Mertensia de l'embranchement des Ctenophora a été nommé en son honneur par Lesson en 1830, ainsi que la famille à laquelle il appartient, les Mertensiidae, par Agassiz en 1860.
- Le genre Mertensia de la famille des Boraginaceae qu'il a découvert a été nommé par lui en l'honneur de son père.
- L'espèce d'amphisbènes Amphisbaena mertensii a été nommée en son honneur par Alexander Strauch en 1881
- L'espèce d'anémones de mer Stichodactyla mertensii a été nommée en son honneur par Johann Friedrich von Brandt en 1835
- Parmi les espèces botaniques nommées en son honneur et qu'il a souvent collectées, l'on peut distinguer :
  - (Bromeliaceae) Aechmea mertensii
  - (Ericaceae) Andromeda mertensiana, nommée par Bongard en 1832
  - (Orchidaceae) Corallorhiza mertensiana, nommée par Bongard en 1833[1]
  - (Pinaceae) Pinus mertensiana, aujourd'hui Tsuga mertensiana, nommée par Bongard en 1832
  - (Poaceae) Agrostis mertensii, nommée par Trinius en 1836